# Storm de Grave

Storm de Grave is de naam van een Nederlandse familie die in het Nederland's Patriciaat werd opgenomen en waarvan een lid werd verheven in de Nederlandse adel.

## Geschiedenis
De stamreeks begint met Aert Jansz. Storm, waarschijnlijk geboren in 1536 en vermeld als schepen van Kruiningen in 1584. Zijn nazaat Salomon (circa 1667-1722) trad in dienst van de Vereenigde Oostindische Compagnie. Diens kleinzoon, Esaias (1731-1769) was de eerste die de naam Storm de Grave aannam en in militaire dienst trad. Het was een kleinzoon van de laatste, Carel Willem Johan (1792-1878) die in 1852 werd verheven in de Nederlandse adel. Met diens kleinzoon Frederik (1862-1907) stierf de adellijke tak uit.
De familie werd in 1917 opgenomen in het Nederland's Patriciaat.

## Enkele telgen
Salomon Storm (circa 1667-1722), trad in 1683 in dienst van de VOC, lid Raad van justitie te Batavia, gouverneur van Banda
- Martinus Storm (1698-1746), secretaris van de Indische regeering 1729, gouverneur van Ternate; trouwde in 1726 met Jacoba Elisabeth Dubbeldecop (1710-[1742]), dochter van Jacob Willem Dubbeldecop en Elisabeth de Grave
  - Esaias Storm (de Grave; door hem toegevoegd in 1768) (1731-1769), luitenant-kolonel
    - Adriaan Willem Storm de Grave (1763-1817), luitenant-generaal infanterie, Ridder in de Orde van de Unie, Ridder in de Orde van de Reünie
      - Anthonie Johan Pieter Storm de Grave (1788-1864), kolonel der infanterie, militiecommissaris
        - Emile Guillaume Charles Corneille Storm de Grave (1817-1890), luitenant-kolonel der infanterie
          - Antoine Iman Storm Grave (1856-1910), 1e luitenant der cavalerie
          - Albert Emile Storm de Grave (1885-1954), 1e luitenant vrijwillig automobielcorps

        - Iman Willem Storm de Grave (185?-1901), 1e luitenant grenadiers en jagers

      - jhr. Carel Willem Johan Storm de Grave (1792-1878), luitenant-generaal, Ridder in de Militaire Willems-Orde, Commandeur in de Orde van de Nederlandse Leeuw, Grootkruis in de Orde van de Eikenkroon
        - jhr. Willem Isac Adriaan Storm de Grave (1822-1893), generaal-majoor, Ridder in de Orde van de Nederlandse Leeuw, Ridder 3e klasse in de Huisorde van de Gouden Leeuw van Nassau
          - jhr. Frederik Storm de Grave (1862-1907), laatste telg van de adellijke tak Storm de Grave

      - Cornelis Marinus Storm de Grave (1794-1871), kolonel der cavalerie, Ridder in de Militaire Willems-Orde
        - Marie Céline Cornelie Henriette Storm de Grave (1836-1922); trouwde in 1858 met Edouard van Wickevoort Crommelin (1833-1891), majoor der cavalerie
        - Emma Antoinette Isaure Storm de Grave (1841-1933); trouwde in 1874 met Alexis Pierre Joseph Bricou (1825-1877), koopman van sponsen en zeemlappen[1] te Brussel en dan te Schaarbeek, weduwnaar van Hermanna / Hermanie Koch[2] en van Gesina Cornelia van Duura[3] (1834/1835-1867)[4]
          - Jeanne Céline Emma Bricou (1875-1926), schrijfster en volgens Marguerite Yourcenar de grote liefde van haar vader en model voor Madame de Reval in Quoi? L'Eternité, vriendin en mede-pensionaris in Brussel van de moeder van Yourcenar, jkvr. Fernande de Cartier de Marchienne (1872-1903);[5] trouwde in 1902 in 's-Gravenhage met Conrad Adalbert Egon baron von Vietinghoff (1870-1957), pianist
            - Egon Arnold Alexis baron von Vietinghoff (1903-1994), kunstschilder https://www.vietinghoff.org

        - Willem Adriaan Storm de Grave (1848-1883), 1e luitenant der cavalerie
          - Albert Paul Marin Adrien Storm de Grave (1878-1952), 1e luitenant der cavalerie, laatstelijk ritmeester
            - Willem Adriaan Storm de Grave (1911-1991), ritmeester; trouwde in 1941 met jkvr. Dorothea van Reenen (1916-2006), laatste telg van de adellijke tak van het geslacht Van Reenen

## Afbeeldingen

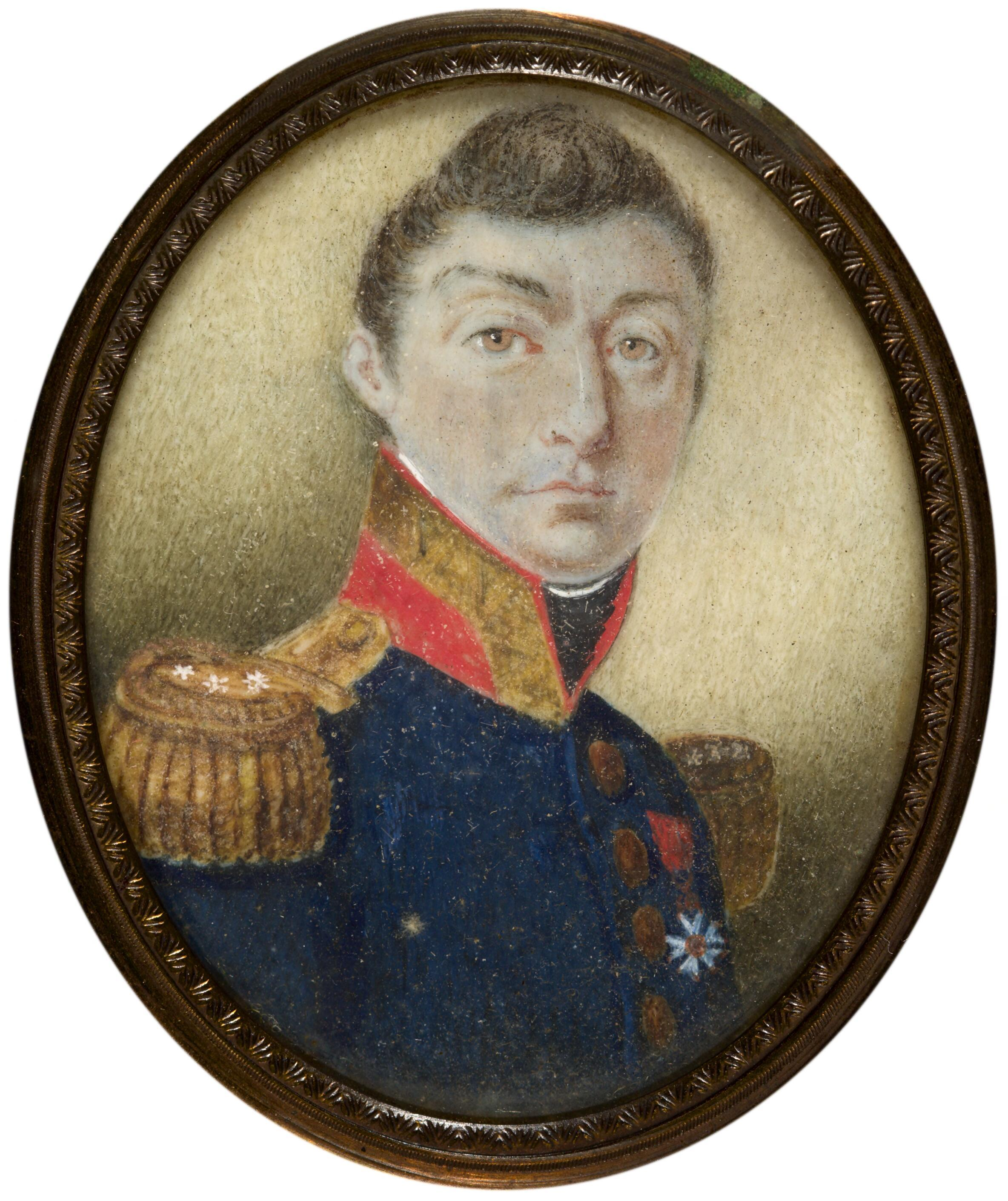
A.W. Storm de Grave (1763-1817)
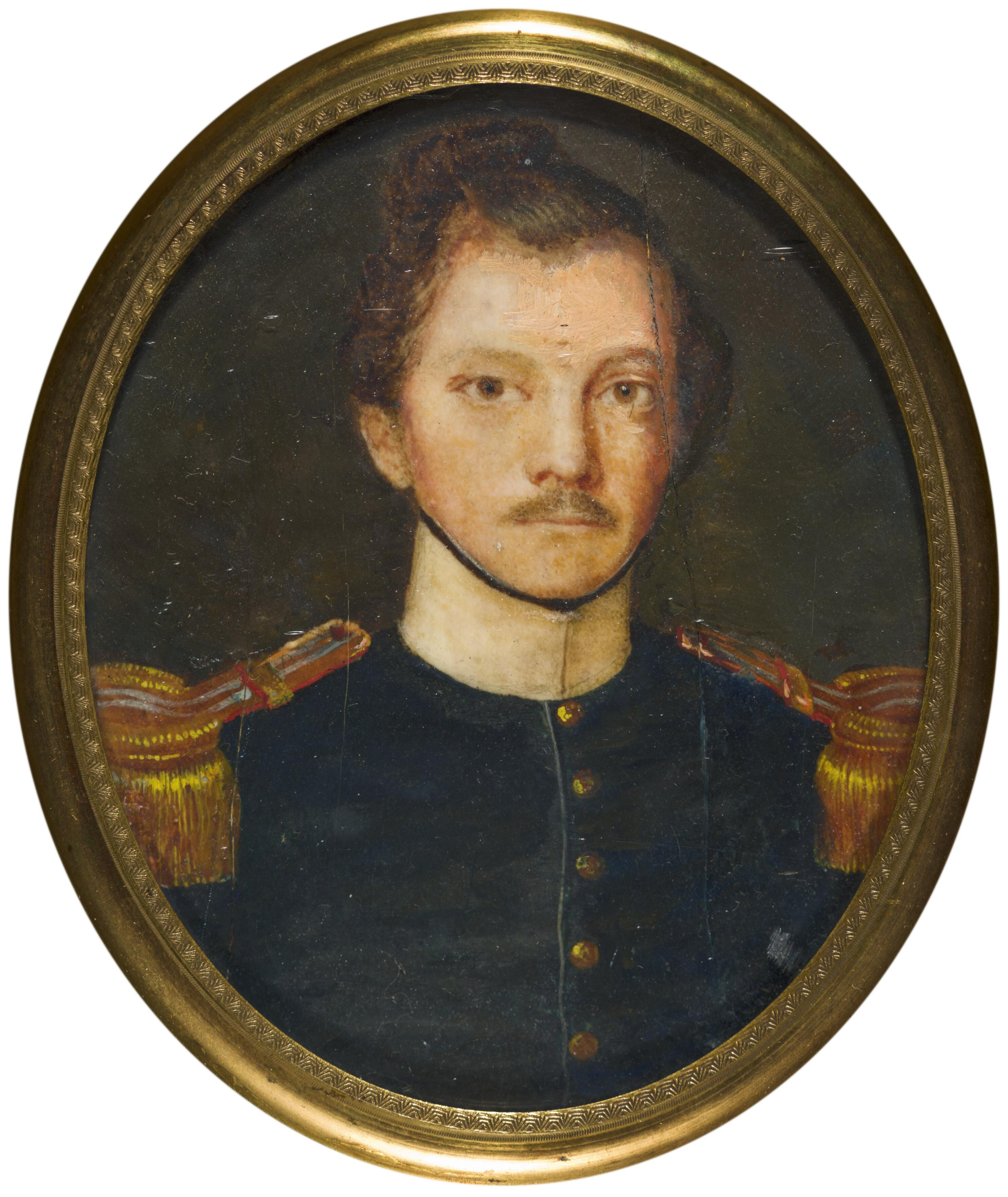
E.G.C. Storm de Grave (1817-1890)
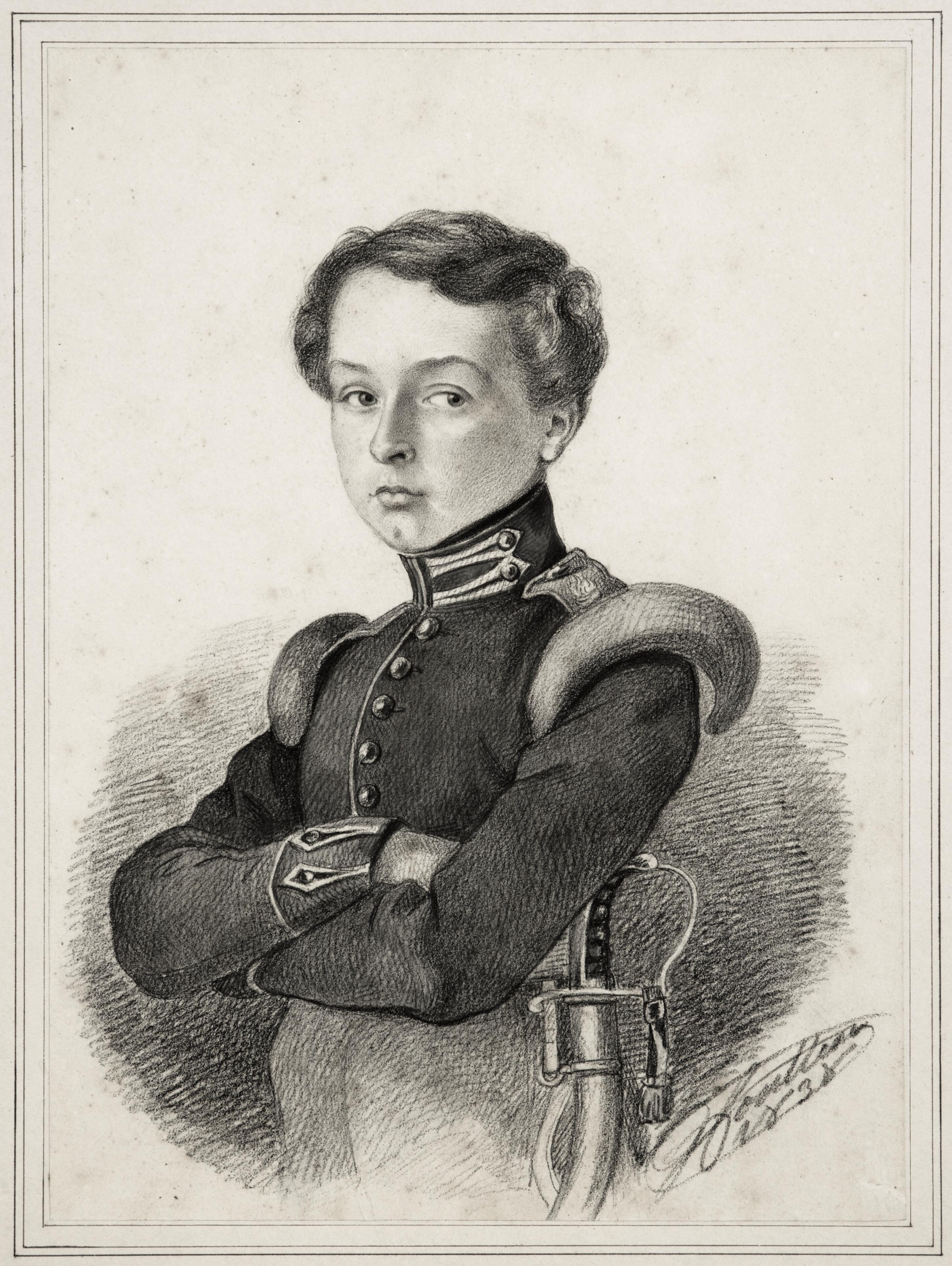
W.I. Storm de Grave (1822-1893)
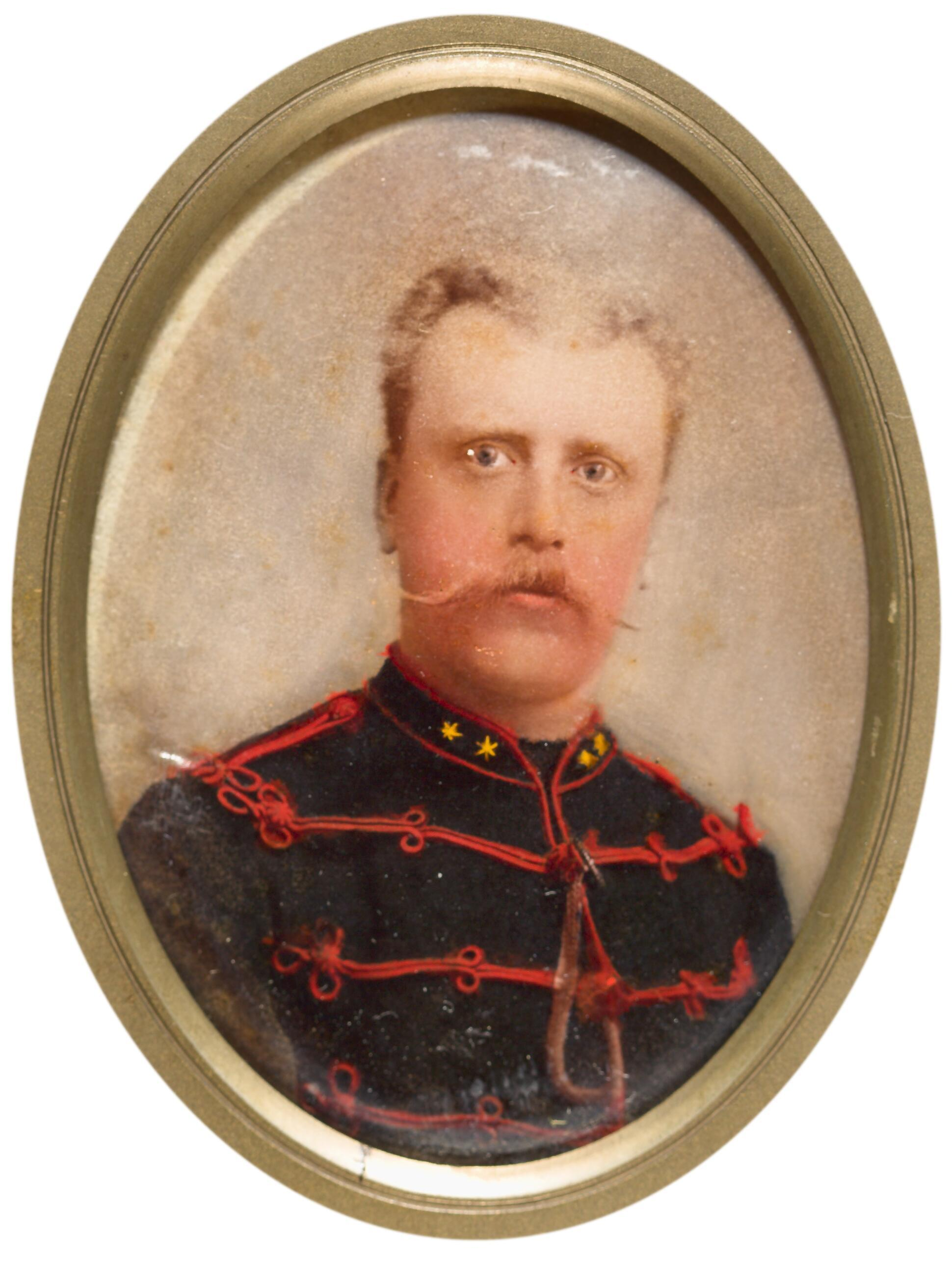
W.A. Storm de Grave (1848-1883)
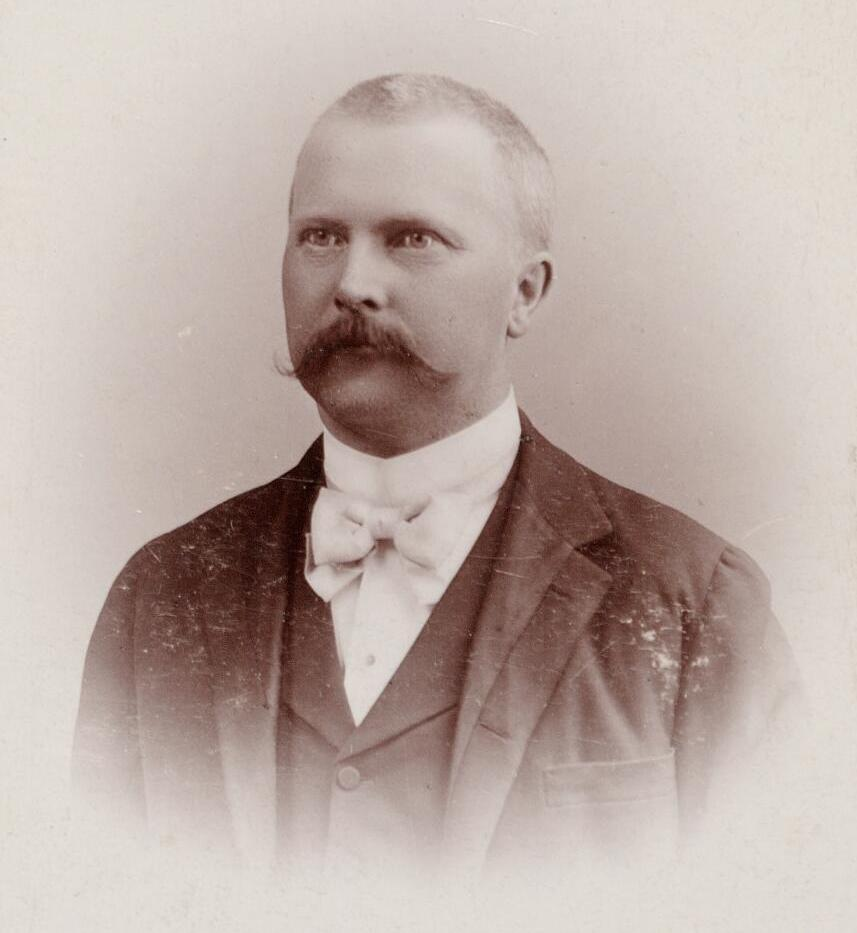
A.I. Storm de Grave in 1879 (1856-1910)
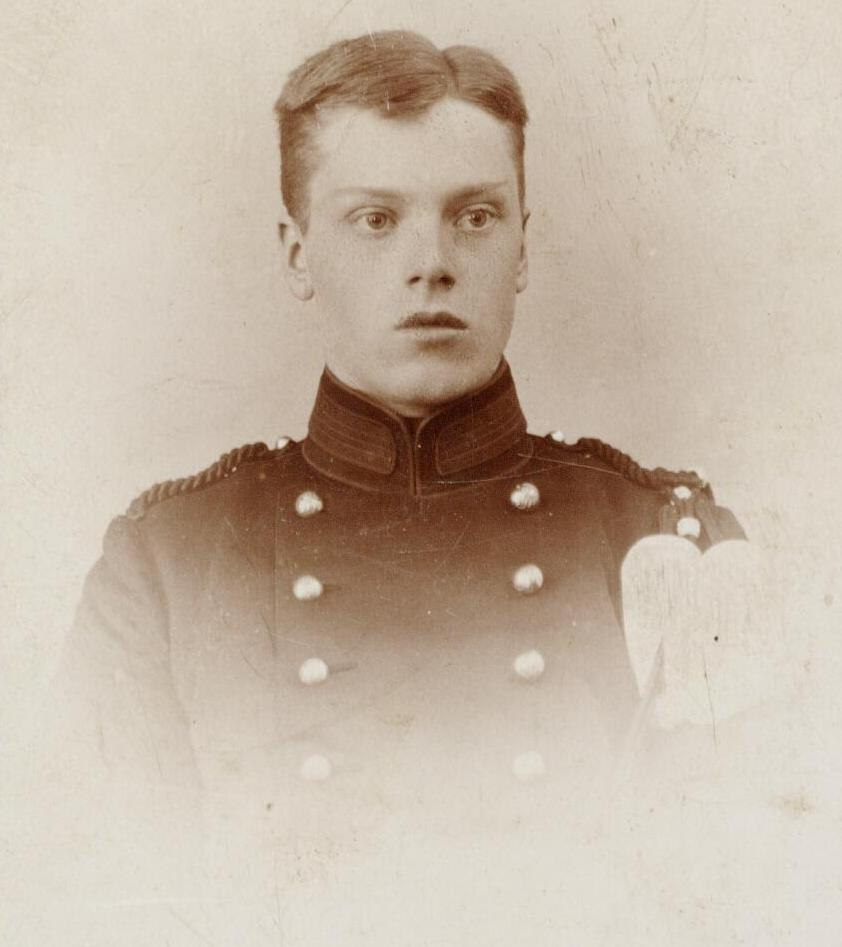
A.P.A.M. Storm de Grave in 1898 (1878-1952)
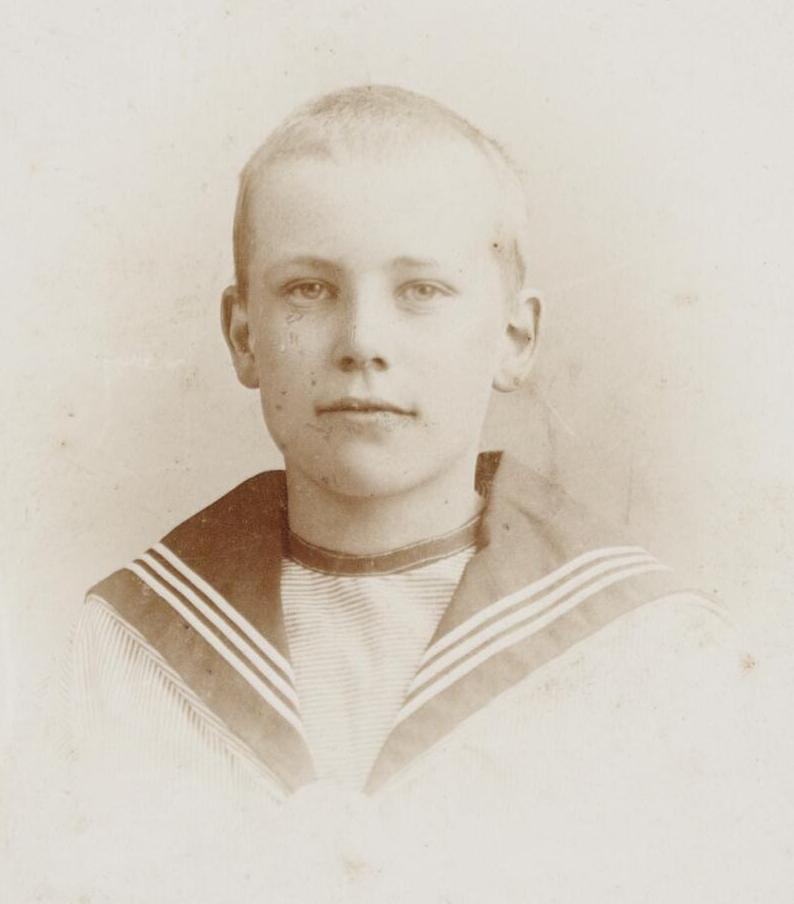
A.E. Storm de Grave (1885-1954)